# Santiago Pérez Luzuriaga
Santiago Pérez Luzuriaga, conegut futbolísticament com a Pachi, (Bilbao (Olabeaga), 21 de juliol de 1917 - Barcelona, 31 d'agost de 2004) fou un futbolista basc de la dècada de 1940.

## Trajectòria
Va desenvolupar la seva carrera futbolística a Catalunya. Va jugar al FC Barcelona durant la temporada 1939-40, disputant quatre partits a primera divisió en els quals marcà un gol. La temporada següent fou jugador del CF Badalona. L'any 1941 marxà a Lleida on fou jugador dels dos clubs de la ciutat, el Lleida Balompié i el CD Leridano.